# Tadeus Reichstein
Tadeus Reichstein (Włocławek, 1897. július 20. – Bázel, 1996. augusztus 1.) lengyel születésű svájci vegyész, orvos, Nobel-díjas tudós.

## Élete
Reichstein zsidó családban született Lengyelországban. Szülei Gastava Brockmann és az Isidor Reichstein volt. Kora gyermekkorát Kijevben töltötte, ahol édesapja mérnökként dolgozott. Tanulmányait egy bentlakásos iskolában kezdte Jénában.
Középiskolás volt, amikor családja Zürichbe költött. Itt végezte egyetemi tanulmányait a Műszaki Egyetemen. Itt 1920-ban szerzett diplomát, 1922-ben doktorált, majd 1930-tól 1938-ig a szerves kémia professzora volt.

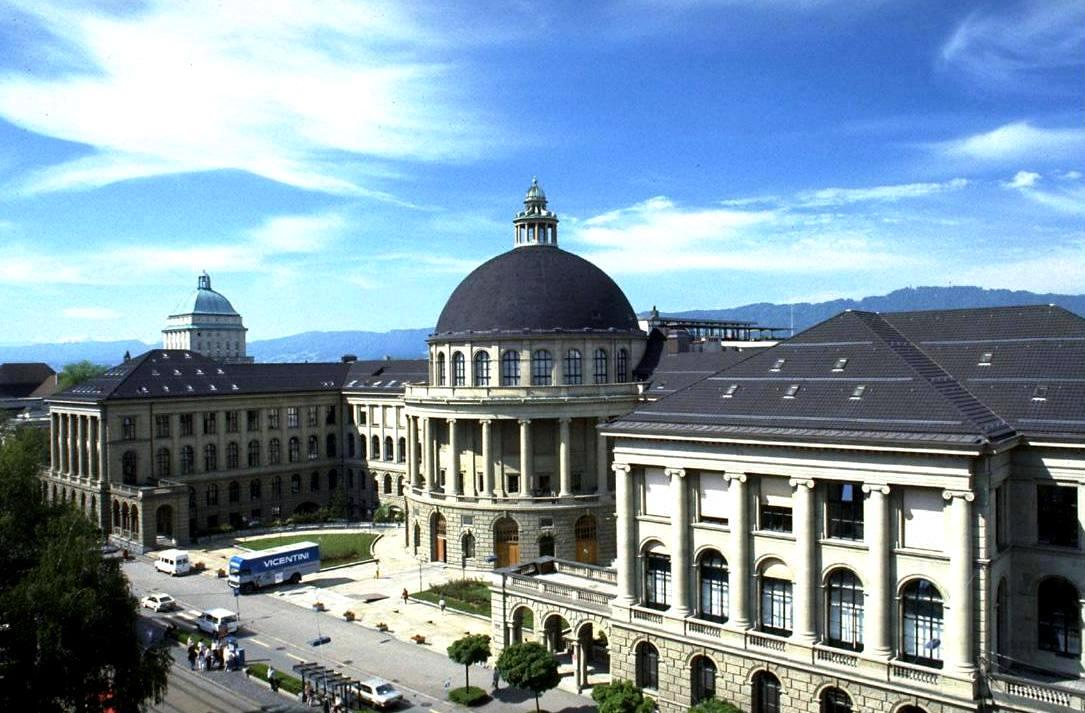
Az ETH főépülete: ebben az intézményben tanult és dolgozott 1938-ig

1927-ben vette feleségül Henriette Louise Quarles van Uffordot, egy holland arisztokrata család lányát. Egy gyermekük született.
1938-tól a Bázeli Egyetem (Universität Basel) professzorává és a gyógyszerészeti intézet igazgatójává nevezték ki.
1933-ban – Norman Haworthtól függetlenül – előállította a C-vitamint. Tanulmányozta a növényi glikozidokat és 1953-1954-ben munkatársaival együtt izolálta és szerkezetvizsgálatnak vetette alá a mellékvesekéreg egyik hormonját, az aldoszteront.
A 30-as években Edward Calvin Kendall és Philip Showalter Hench kutatásaiba bekapcsolódva, velük együttműködve részt vett a mellékvesekéreg hormonjainak vizsgálatában, a kortizon izolálásában. Felfedezték a kortizon gyógyító hatását a rheumatoid arthritis (reumás ízületi gyulladás) kezelésében.
1947-ben díszdoktori címet kapott a párizsi Sorbonne-on.
1950-ben a mellékvesekéreg-hormonok szerkezetének és biológiai hatásának tanulmányozásáért Reichstein Henchcsel, Kendall-lel orvosi Nobel-díjat kapott.
1994-ben tagja lett az angol Tudományos Akadémiának.
1996-ban halt meg 99 éves korában Bázelben, Svájcban.

## Érdekességek
- Royal Society (Királyi Természettudományos Társaság) 1952-ben tagjai közé választotta.[3]
- 1968-ban Copley-éremmel díjazták.
- Reichstein volt a leghosszabb életű Nobel-díjas halálának időpontjában, ez megváltozott 2008-ban, amikor Rita Levi-Montalcini 103 éves korában hunyt el.